# 奧澤里亞內 (海尼切斯克區)
46°21′34″N 35°2′26″E / 46.35944°N 35.04056°E
奧澤里亞内（烏克蘭語：Озеряни）是位於烏克蘭南部的村莊，由赫爾松州海尼切斯克區的海尼切斯克市镇負責管轄。該村始建於1861年，面積19.5平方公里，海拔高度6米，2001年人口444，人口密度每平方公里22.8人。